# Cratere Chaman
Chaman  è un cratere sulla superficie di Marte.